# عبدالمعروف گلستانی
عبدالمعروف گلستانی (زادهٔ ۸ ژوئن ۱۹۸۶) یک بازیکن فوتبال اهل افغانستان است.
از تیم‌هایی که در آن بازی کرده‌است می‌توان به تیم ملی فوتبال افغانستان اشاره کرد.